# Paektusan
De Paektusan ("witkoppige berg"; Chinees: Changbai shan; "altijd witte berg") of Baitou Shan is een stratovulkaan in het Changbaigebergte in de provincie Jilin nabij de grens tussen China en Noord-Korea.
Met een hoogte van 2744 meter is het de hoogste berg van het Changbaigebergte. Het is ook de hoogste berg van het Koreaans Schiereiland en van Mantsjoerije. De caldera is het Tianchimeer (Hemelmeer) van 5 km doorsnee en ca. 213 meter diep. De Paektushan is de afgelopen 1000 jaar vijf keer uitgebarsten, de laatste keer in 1903. De uitbarsting in 946, die een vulkanische winter veroorzaakte, was een van de grootste uitbarstingen op Aarde in de afgelopen 10.000 jaar, met een Vulkanische-explosiviteitsindex (VEI) van 7 (op een schaal van 1 tot 8): er werd zo'n 150 km³ aan vulkanisch materiaal uitgestoten (ter vergelijking: de Mount Saint Helens stootte bij een zware uitbarsting in 1980 ca. 1 km³ as uit). Slechts drie erupties waren in de afgelopen 10.000 jaar van een vergelijkbare zwaarte: de Tambora in 1815, de Kikai rond 4350 v.Chr. en Crater Lake rond 4895 v.Chr.

## Voetnoten
1. ↑  Clive Oppenheimer e.a., "Multi-proxy dating the 'Millennium Eruption' of Changbaishan to late 946 CE", in: Quaternary Science Reviews, 2017, p. 164-171, DOI:10.1016/j.quascirev.2016.12.024